# Kościół Jezusa Ukrzyżowanego w Poniewieżyku
Kościół Jezusa Ukrzyżowanego w Poniewieżyku – katolicki kościół w Poniewieżyku (Panevėžiukas) (Litwa, rejon kowieński).
Kościół zbudowano w 1747, w stylu barokowym za pieniądze Szymona Surycia (ówczesnego kasztelana witebskiego). W pierwszej połowie XIX wieku miała miejsce przebudowa kościoła.

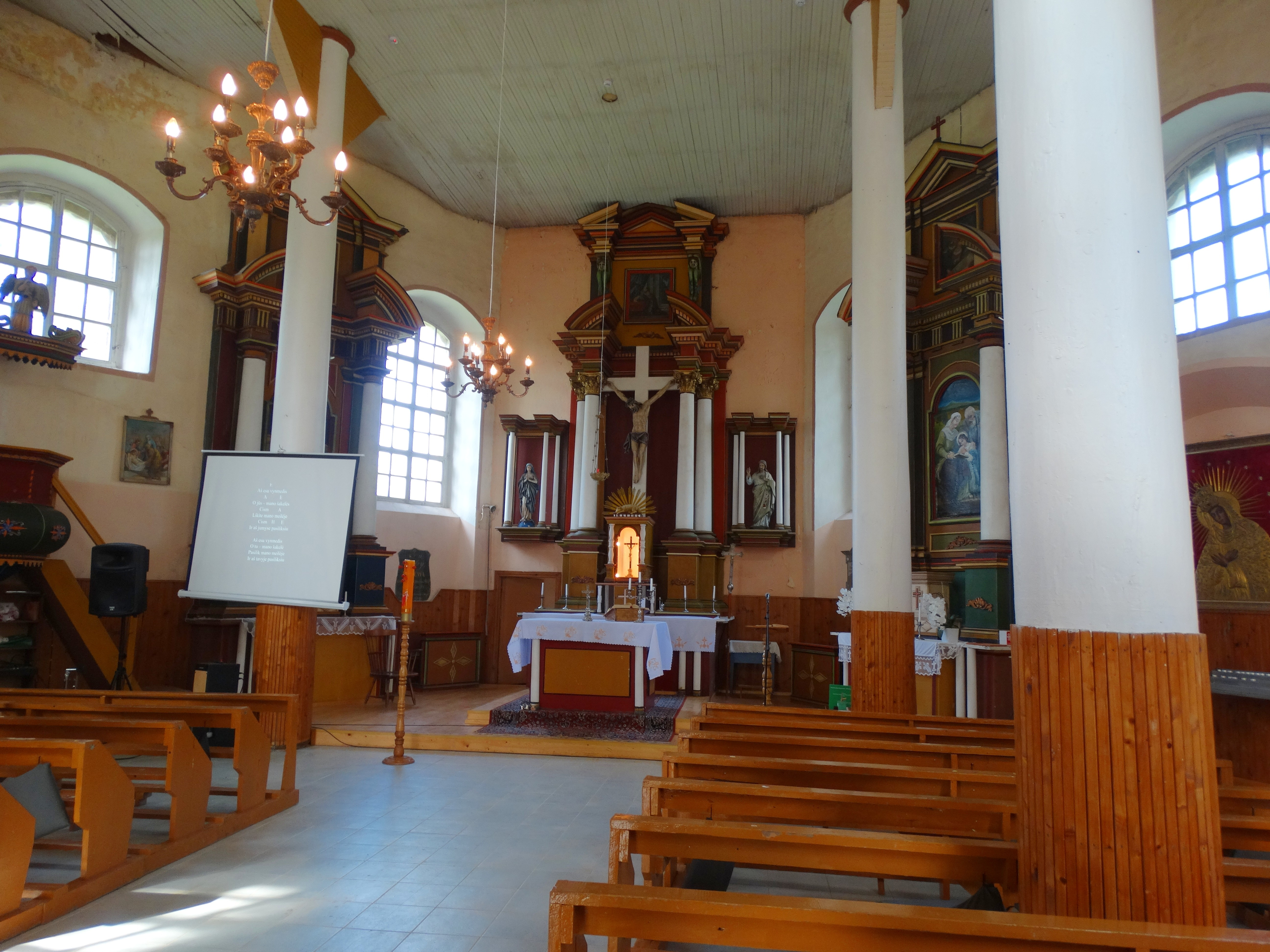
Wnętrze świątyni

Kościół o nietypowym kształcie, bowiem zbudowany jest na planie trójkąta, z głównym ołtarzem w narożniku.
Po bokach fasady znajdują się dwie wieże. Między wieżami jest trójkątny szczyt. 
We wnętrzu znajdują się trzy ołtarze, w głównym rzeźbiony krucyfiks.
Dzwon kościelny pochodzi z 1639.
Przy kościele znajduje się cmentarz z nagrobkami lokalnych księży oraz okolicznych ziemian, a także budynek przytułku (z pierwszej połowy XIX wieku) i ogrodzenie z bramą z 1872.